# Thun (stad)
Thun (Frans: Thoune; Italiaans (verouderd): Thuno) is een stad in het kanton Bern in Zwitserland. De gemeente telt bijna 44.000 inwoners (2019). Bij Thun ontspringt de rivier de Aare uit het meer van Thun. In Thun is een belangrijke basis van het Zwitserse leger en een bijbehorend panzermuseum.
De naam 'Thun' is van Keltische oorsprong (dunon/dünum), dat zoveel betekent als een 'plaats/burcht gebouwd met pallisaden', en verwant is aan het Duitse woord Zaun en Engelse town. Een bekende slogan is nog steeds: "Thun ist schön, aber nichts tun ist noch schöner".
Al ca. 2500 v. Chr. waren er nederzettingen in Thun.

## Bezienswaardigheden
De historische stadskern van Thun ligt niet direct aan de Thunersee, maar ongeveer 1,5 km ervandaan aan de Aare. De stad bestaat uit vier delen: de Schlossberg, de benedenstad, de Hauptgasse en de Bälliz. Op de Schlossberg staat de imposante Thuner burcht, een donjon met vier torens uit de 12e eeuw. In de burcht is sinds 1888 een historisch museum gevestigd. Circa 150 m verderop bevindt zich de 'Stadtkirche': een eenvoudig kerkje dat oorspronkelijk dateert uit de 14e eeuw, en dat werd gerestaureerd in 1970 en 2015.
Thun heeft twee historische, houten overdekte voetgangersbruggen met stuwen over de Aare. Voorts het schilderachtige Raadhuisplein met raadhuis uit de 16e eeuw, deels met arcaden. De Bälliz, op een eilandje in de Aare, is thans het belangrijkste winkel- en uitgaansgebied en is sinds 1988 een voetgangerszone. Aan de oostrand van Thun bevindt zich het Schadaupark met het gelijknamige kasteeltje, gelegen aan de Thunersee.

## Sport
Thun is ook bekend van de voetbalclub FC Thun.

## Geboren
- Eduard Alexander Rubin (1846-1920), militair en uitvinder
- Annie Hopf (1861-1918), kunstschilder
- Drs. P (1919-2015), Nederlandstalig dichter, econoom en componist
- Ulrich Zimmerli (1942-), hoogleraar en politicus
- Regula Rytz (1962), politica
- Fränzi Mägert-Kohli (1982), snowboardster
- Simona De Silvestro (1988), Zwitsers-Italiaans autocoureur

## Overleden
- Hedwig Dietzi-Bion (1867-1940), schrijfster
- Antoinette Meyer (1920-2010), alpineskiester en olympisch deelneemster

## Partnersteden
- Gabrovo (Bulgarije)

Amsoldingen · Blumenstein · Buchholterberg · Burgistein · Eriz · Fahrni · Forst-Längenbühl · Gurzelen · Heiligenschwendi · Heimberg · Hilterfingen · Homberg · Horrenbach-Buchen · Oberhofen am Thunersee · Oberlangenegg · Pohlern · Reutigen · Schwendibach · Seftigen · Sigriswil · Steffisburg · Stocken-Höfen · Teuffenthal · Thierachern · Thun · Uebeschi · Uetendorf · Unterlangenegg · Uttigen · Wachseldorn · Wattenwil · Zwieselberg
- Bibliothèque nationale de France: cb12315502f (data)
- Gemeinsame Normdatei: 4059991-7
- Historisch woordenboek van Zwitserland: 000541
- Library of Congress Control Number: n81054170
- MusicBrainz: b96274a6-fb40-4e44-9741-ee42357232fb
- Nationale Bibliotheek van Tsjechië: ge413244
- Nationale Bibliotheek van Israël: 987007562180505171
- Virtual International Authority File: 157114971
- WorldCat: E39PBJpyjd4t9tCGVbw8MxrjG3